# Škalnica
Škalnica est une localité de Croatie située dans la municipalité de Klana, comitat de Primorje-Gorski Kotar. En 2001, la localité comptait 186 habitants.

## Démographie
| 1948 | 1953 | 1961 | 1971 | 1981 | 1991 | 2001 |
| ---- | ---- | ---- | ---- | ---- | ---- | ---- |
| 260  | 291  | 246  | 233  | 217  | 214  | 186  |